# ライマン公会堂
ライマン公会堂（Ryman Auditorium 、旧名グランド・オール・オープリー・ハウス、ユニオン・ゴスペル・タバナクル）は、アメリカ合衆国テネシー州ナッシュビルの5番通り北116番地に位置する2,362席のライブ会場である。『グランド・オール・オープリー』の最も有名な会場として知られている。ライマン・ホスピタリティ・プロパティーズが運用している。

## 歴史
1892年、「ユニオン・ゴスペル・タバナクル」としてオープンした。蒸気船の船長でいくつかの酒場を持つナッシュビルの実業家であったトーマス・ライマン（1843年 - 1904年）によって建てられた。ライマンは、この公会堂を影響力のある信仰復興論者サミュエル・ポーター・ジョーンズのための礼拝堂として建設した。ヒュー・キャスカート・トンプソンが設計した。ライマンの死後、礼拝堂は彼に敬意を表しライマン公会堂と名前を変えられた。
1911年から1914年、公会堂はトレヴェッカ・ナザレン大学の本拠地としても使用された。
1943年から1974年まで『グランド・オール・オープリー』の公開生放送のために使われ、その後オープリーはナッシュビル郊外のオープリー・ランドにさらに大きな会場となる「グランド・オール・オープリー・ハウス」を設立して移転した。オープリーでの歴史を受け継ぐため、ライマンの舞台を丸くくりぬいてオープリー・ハウスの舞台の中心にはめ込んだ。1974年にオープリーはライマンから離れたが、その後もファンはこの有名な舞台を見に、写真撮影に、記念品の購入に訪れた。
『オープリー』がライマンを離れると、約20年間放置され荒廃していった。ナショナル・ライフ&アクシデントがライマンのレンガを使用してオープリーランドに教会を建てるべく解体を試みたが、当時影響力のあったミュージシャンなど一般からの反対にあい、計画は頓挫し、用途も決まらないまま3度所有者が代わっていった。1983年、最終的にゲイロード・エンタテイメント・カンパニーに売却された。その後しばらく公演は行われなかったが、内部をツアー見学することが可能になった。
またその間も映画のロケ地として使用され、1979年、ジョン・カーペンターの映画『Elvis 』、1980年、ロレッタ・リンの半生を描きシシー・スペイセクがアカデミー主演女優賞を受賞した『歌え!ロレッタ愛のために』、1982年、クリント・イーストウッドの『センチメンタル・アドベンチャー』、1985年、パッツィー・クラインの半生を描いた『Sweet Dreams 』など様々な映画の舞台となった。1980年の『歌え!ロレッタ愛のために』では、パッツィ・クラインが自動車事故で入院しているため、アーネスト・タブがロレッタ・リンに代役としての出演を頼む場面などがここで撮影された。
1991年にエミルー・ハリスがコンサートを行ない、アルバム『At the Ryman 』に収録された。コンサートおよびアルバムは高評価を受け、ライマン公会堂を復興させるよい機会となった。1993年9月上旬、ゲイロード・エンタテイメントがライマンを全面改装し、1994年6月4日、2006年の映画『今宵、フィッツジェラルド劇場で』のもととなったラジオ番組『A Prairie Home Companion 』の収録を以て世界に通用するコンサート・ホールとして再開した。公演会場としてだけでなく、ライマンおよびカントリー・ミュージックの歴史を展示する博物館としても機能している。座席は当初のまま礼拝堂の信者席を思い起こさせ、ニックネームは「カントリー・ミュージックの本教会」と呼ばれている。
1974年3月15日に『オープリー』がライマンを離れて以降初めて1998年10月18日日曜日に『オープリー』がライマンに戻り、チャリティ番組を行なった。ファン、演奏者、音楽関係者からの好評を受け、1999年1月15日と16日、オープリー・ハウス設立25周年の収録がライマンで行われた。
1999年11月上旬から3ヶ月間、オープリー・ミルズの建設の影響で『オープリー』がライマン公会堂で収録されることになった。それ以来毎年冬季の3ヶ月間、観光シーズンを外れていることもあり、オープリー・ハウスより小さな、そして『オープリー』のルーツであるライマン公会堂で収録されるようになった。その間のライマンで収録される『オープリー』は『オープリー・アット・ザ・ライマン』と名付けられている。
1971年、アメリカ合衆国国家歴史登録財に、2001年、アメリカ合衆国国定歴史建造物に認定された。
2012年1月、61年間使用された舞台の改装が行なわれることが発表された。1951年に設置されたライマンにとって2枚目の舞台であったが、関係者が予期していた期間より長持ちした。カメラ映えし耐久性のあるミディアム・ブラウンのブラジリアン・チークが使用されることになった。古いブロンド・オークの舞台板は前方を直径36インチ(91cm)の円にくりぬき、前回同様オープリー・ハウスの舞台にはめ込んだ。舞台板の下では元々のヒッコリーの支持梁が保たれ、コンクリート基礎で補強され、横桁と梁が舞台上の積載能力を3倍にする。

## 主なできごと
オルタナティブ・ロック、ブルーグラス、ブルース、カントリー・ミュージック、クラシック音楽、フォークソング、ゴスペル、ジャズ、ポップ・ミュージック、ロックンロールのコンサートの他、ミュージカル公演、スタンダップ・コメディでも使用される。
- 1969年6月7日から1971年3月31日、ABCのバラエティ番組『The Johnny Cash Show 』が収録された。司会のジョニー・キャッシュの他、カール・パーキンス、テネシー・スリー、スタトラー・ブラザーズ、カーター・ファミリーが出演した。また、ジャズのアイコンであるルイ・アームストロングが公の場に最後に登場したものの1つとなった。
- 1999年、ビル・ゲイザーがスタトラー・ブラザーズ、オーク・リッジ・ボーイズ、ガイ・ペンロッド、サンディ・パティなど様々なアーティストと共にカセドラル・カルテットのラスト・ビデオおよびアルバムを収録した。
- 2003年1月30日、パティ・グリフィンがライヴ・アルバム『A Kiss in Time 』を収録した。
- 2005年、ニール・ヤングがジョナサン・デミ監督のコンサート映画『Neil Young: Heart of Gold 』を収録した。
- 2006年4月、ジョシュ・ターナーがライヴ・アルバムを収録した[9]。
- 2006年5月、イギリスのバンドイレイジャーがライヴ・アルバム『On The Road To Nashville 』を収録した。
- 2009年、ジョニー・ラングが『Live at the Ryman 』を収録した。『ビルボード』誌ブルース・チャートで初登場第2位を獲得した。
- 2012年7月7日、リンゴ・スターと彼のオール・スター・バンドが72歳誕生日コンサート『Ringo at the Ryman 』を収録した。
- コールドプレイはライマンで演奏した際、限定版サイン入りポスターを発売した。
- ライマンで『オープリー』が放送されていた際、ドリー・パートン、タミー・ワイネット、ロレッタ・リン、ハンク・ウィリアムズ、パッツィー・クラインなど著名なカントリー歌手がここでオープリー・デビューを飾った。なおハンク・ウィリアムズは6回アンコールを受けた。

## 雑記
- ライマン公会堂は以下の映画に登場。
  - 『ナッシュビル』（1975年）
ロバート・アルトマン監督、デイヴィッド・アーキン、バーバラ・バクスレイ、ネッド・ビーティ、カレン・ブラック主演。
  - 『デキシー・ダンスキングス』（1975年）
バート・レイノルズ、ジェリー・リード、ネッド・ビーティ、ドン・ウィリアムス、メル・ティリス、アート・カーニー主演。
  - 『歌え!ロレッタ愛のために』（1980年）
シシー・スペイセク、トミー・リー・ジョーンズ主演。
  - クリント・イーストウッドの『センチメンタル・アドベンチャー』（1982年）
  - 『ジェシカ・ラングのスウィート・ドリーム』（1985年）
ジェシカ・ラング、エド・ハリス主演。
- ニール・ヤングは、映画『ニール・ヤング/ハート・オブ・ゴールド ～孤独の旅路～』（2006年）で会場を利用。
- 1923年12月14日、デニショーン・ダンス・カンパニーは、マーサ・グレアム、ルイーズ・ブルックス、ナッシュビル生まれのドリス・ハンフリーと共にライマン公会堂に出演。
- 1969年から1971年までABCで放送された『ジョニー・キャッシュ・ショー』の会場だった。
- 2003年と2004年、ニューヨークのラジオシティ・ミュージックホールやハリウッドのギブソン・アンフィシアターのような会場を抑えてPollstar誌が選ぶ国立劇場に選出。2010年と2011年にも選出され、10年間で4回選出された。
- 舞台裏にはジョニー・キャッシュやミニー・パールのような伝説的なパフォーマー専用楽屋がある。
- ある訪問者はモルモンタバナクル合唱団の会場であるソルト・レイク礼拝堂の次に世界で二番目に良い音響効果を持つと評価。
- 1974年にグランド・オール・オープリー・ハウスがオープンした時、ライマン公会堂の舞台の床から直径およそ5フィートの円が取り除かれ、それがリードシンガーのマイクの後に今日残る新しいオープリー・ハウスの舞台の床に敷いてある。
- 1999年から、毎年11月から2月まで『グランド・オール・オープリー』はライマン公会堂に戻り収録している。
- 2010年のカンバーランド川によるテネシー洪水の際、一時的にオープリー・ハウスが使用不能となった。その間2010年9月28日にオープリー・ハウスが再開するまでライマン公会堂で『オープリー』の収録が行われた[10]。カンバーランド川からの距離および標高によりライマン公会堂は洪水の被害を受けなかった。
- 2011年3月26日、2006年の映画『今宵、フィッツジェラルド劇場で』のもととなったラジオ番組『A Prairie Home Companion 』が「神様に与えられたライヴ・ハウス」としてライマンで収録された。
- 1968年から1973年、カントリー・ミュージック協会によるCMAアワード授賞式がライマンで行われた。1974年にはオープリー・ハウスに移行した。
- 1907年10月22日、セオドア・ルーズベルト、1911年11月9日、ウィリアム・タフトの2人のアメリカ合衆国大統領が1900年代初頭にライマンで講演を行なった。
- 1913年、ヘレン・ケラーとアン・サリヴァンが講演を行なった。ライマンにとって初の完売となった。
- 1918年、チャーリー・チャップリンが講演を行なった。
- 1938年、エレノア・ルーズベルトが講演を行なった。[11]
- 『オープリー』収録中、多くのアーティストがライマン南側の楽屋口からトゥッツィーズ・オーキッド・ラウンジに裏口から入り、飲酒や演奏を行なった。
- テネシー大学のマーチング・バンドのプライド・オブ・ザ・サウスランド・バンドは彼らの著名なサークル・ドリルでナッシュビルとライマン公会堂への賛歌として『Will the Circle Be Unbroken 』を演奏している。

## 関連事項
- アカデミー・オブ・カントリー・ミュージック
- カントリー・ミュージック協会
- カントリー・ミュージック殿堂博物館